# Parker Griffith
Pour les articles homonymes, voir Griffith.
Rolf Parker Griffith Jr. est un homme politique américain né le 6 août 1942 à Shreveport (Louisiane). Il est élu représentant des États-Unis sous les couleurs du Parti démocrate, avant de rejoindre le Parti républicain durant son mandat (2009-2011).

## Biographie
Griffith étudie à l'université d'État de Louisiane, d'où il sort diplômé en 1970. Il rejoint l'armée de réserve des États-Unis de 1970 à 1973 puis devient oncologue. Après un échec à la mairie de Huntsville en 2004, Griffith est élu au Sénat de l'Alabama en 2006.
Lors des élections de 2008, il se présente à la Chambre des représentants des États-Unis dans le 5e district de l'Alabama pour succéder à Bud Cramer (en). Il est élu de justesse avec environ 51 % des voix contre 48 % pour le républicain Wayne Parker. Si la circonscription n'a jamais élu de représentant républicain, elle vote largement pour John McCain à l'élection présidentielle.
À la Chambre des représentants, Griffith vote contre la plupart des réformes promues par le président Barack Obama : la réforme de la santé, le plan de relance ou encore la réforme de l'environnement. En décembre 2009, moins d'un an après sa prise de fonctions, Griffith quitte le Parti démocrate et rejoint le Parti républicain.
Candidat à un second mandat en 2010, Griffith ne rassemble que 33 % des suffrages et est battu par le conseiller de comté Mo Brooks (51 %) durant la primaire républicaine,. Il est à nouveau battu par Brooks lors de la primaire de 2012 (29 % contre 71 %) et devient indépendant.
Griffith retrouve le Parti démocrate en 2014 pour se présenter à l'élection du gouverneur de l'Alabama. Le républicain sortant Robert Bentley est cependant réélu avec plus de 60 % des suffrages[réf. souhaitée].